# Харьковско-Киевское тайное общество
Харьковско-Киевское тайное общество — революционная политическая организация, действовавшая в Харькове, затем в Киеве в 1856—1860 гг.
В 1856 году в Харьковском университете возникло студенческое революционное общество. Основателями его были Я. Н. Бекман, М. Д. Муравский, П. В. Завадский и др. В апреле 1858 года за участие в студенческих волнениях из университета было исключено несколько членов общества. В 1859 году эти студенты поступили в Киевский университет, где продолжили революционную деятельность.
Именно через Киевскую губернию шел транспорт изданий Герцена и Огарева. Профессор Киевского университета П. В. Павлов весной 1858 года встречался в Лондоне с Герценом. Осенью 1859 года Павлов вместе со студентами организовал первые в России воскресные школы, которые использовались для обучения грамоте взрослых и детей и революционной пропаганды среди народа. Среди соорганизаторов школ был Бекман и другие революционно настроенные студенты.
Киевское общество вступило установило связь с Герценом. Оно насчитывало до 100 членов. В феврале 1860 года общество было раскрыто, 22 члена арестованы и сосланы, в том числе в приволжские города, где они (Ефименко, Бекман, Муравский) продолжили свою деятельность. Бекман позднее вступил в «Землю и волю».